# Патрік Флетлі
Патрік Вільям Флетлі (англ. Patrick William Flatley; 3 жовтня 1963, м. Торонто, Канада) — канадський хокеїст, правий нападник. 
Виступав за Вісконсинський університет (NCAA), «Нью-Йорк Айлендерс», «Спрингфілд Індіанс» (АХЛ), «Нью-Йорк Рейнджерс».
В чемпіонатах НХЛ — 780 матчів (170+340), у турнірах Кубка Стенлі — 70 матчів (18+15).
У складі національної збірної Канади учасник зимових Олімпійських ігор 1984 (7 матчів, 3+3). У складі молодіжної збірної Канади учасник чемпіонату світу 1983.
Досягнення
- Бронзовий призер молодіжного чемпіонату світу (1983)